# Halvar Björk
Erik Halvar Bertil Björk (* 22. September 1928 in Borgvattnet, Jämtland; † 12. November 2000 in Huddinge, Stockholms län) war ein schwedischer Schauspieler.

## Leben und Karriere
Erik Björk arbeitete über Jahrzehnte als Schauspieler am Theater in Malmö, übernahm aber zwischen den 1960er- und 1990er-Jahren auch zahlreiche Rollen im schwedischen Film und Fernsehen. 1968 wurde er für seinen Auftritt in Badarna an der Seite von Ingrid Thulin mit dem Guldbagge-Preis als Bester Hauptdarsteller ausgezeichnet. Meistens wurde Björk allerdings als Darsteller von profilierten, oft würdevoll erscheinenden Nebenrollen eingesetzt; so beispielsweise auch in seiner international wahrscheinlich bekanntesten Rolle als Pfarrer und Ehemann von Liv Ullmann in Ingmar Bergmans Drama Herbstsonate aus dem Jahr 1978. Unter Regie von Jan Troell spielte er Nebenrollen in dessen Filmen Emigranten (1971) und Das neue Land (1972). Zuletzt stand er im Jahr vor seinem Tod für die Fernsehserie Julens hjältar vor der Kamera.
Erik Björk war verheiratet mit Alice Strid-Word und starb im November 2000 mit 72 Jahren an einer Krebserkrankung.

## Filmografie (Auswahl)
- 1960: Ödets man (Fernsehfilm)
- 1965: Die Verfolgung (Jakten)
- 1968: Badarna
- 1969: Der Schuß (Skottet)
- 1971: Emigranten (Utvandrarna)
- 1972: Das neue Land (Nybyggarna)
- 1972: Oh, diese Mieter (Huset på Christianshavn; Fernsehserie, eine Folge)
- 1974: Der zauberhafte Spielzeugdieb (Dunderklumpen)
- 1978: Herbstsonate (Höstsonaten)
- 1980: Die Kinder von den blauen Bergen (Barna från Blåsjöfjället)
- 1980: Blühende Zeiten (Blomstrande tider)
- 1983: Der Casanova von Schweden (Raskenstam)
- 1992: Die Sonntagskinder (Söndagsbarn)
- 1992: Mein großer starker Vater (Min store tjocke far)
- 1994: Gefährliche Illusionen (Illusioner)
- 1999: Julens hjältar (Fernsehserie, 13 Folgen)